# Helianthemum dianicum
Helianthemum dianicum är en solvändeväxtart som beskrevs av Pérez Dacosta, M.B.Crespo och Gonzalo Mateo. Helianthemum dianicum ingår i släktet solvändor, och familjen solvändeväxter. Inga underarter finns listade i Catalogue of Life.